# پایونیر ۱۰

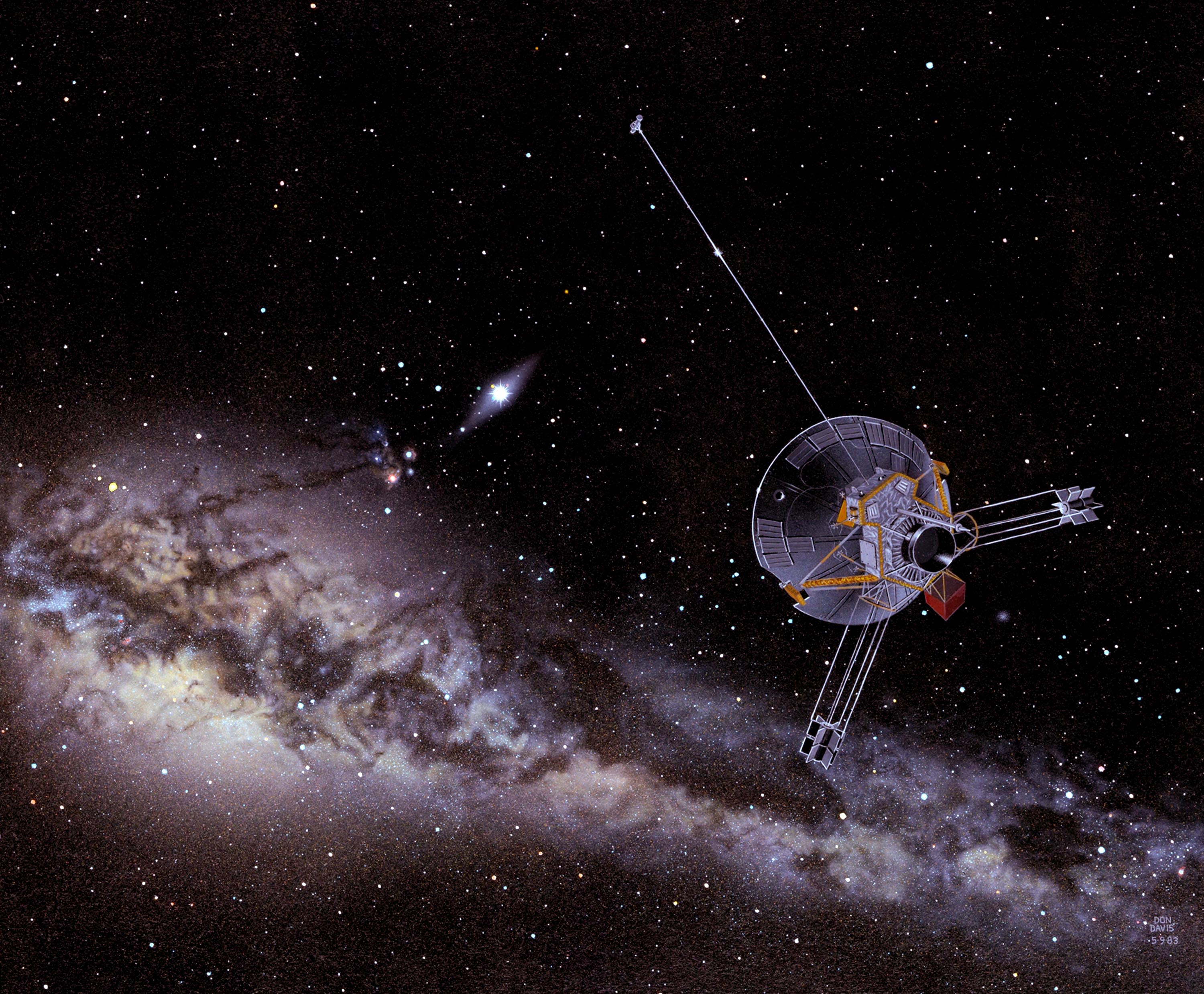
تصور هنری از پایونیر ۱۰ در مسیرش به فضای میان‌ستاره‌ای

پایونیر۱۰ (به انگلیسی: Pioneer به معنی پیشگام) (که پایونیرF هم خوانده می‌شود) نخستین فضاپیمایی بود که توانست به کمربند سیارک‌ها سفر و نیز مشتری را به‌طور مستقیم رصد کند. پایونیر۱۰ در ۱۵ ژوئیهٔ ۱۹۷۲ وارد کمربند سیارک‌ها شد، و همچنین در ۳ دسامبر ۱۹۷۳ نیز به مشتری رسید. این کاوشگر، در ساعت ۱:۴۹:۰۰ (به وقت بین‌المللی) روز ۳ مارس ۱۹۷۲ از قسمت پرتاب ۳۶A ایستگاه کیپ کاناورال نیروی دریایی پرتاب شد. عکاسی از مشتری در سوم نوامبر ۱۹۷۳ از یک محدوده ۲۵٬۰۰۰٬۰۰۰ آغاز گشت و حدود ۵۰۰ قطعه عکس به زمین مخابره شد. پایونیر ۱۰ هم‌اکنون به سمت ستارهٔ دبران واقع در صورت فلکی گاو در حال حرکت است.
پایونیر ۱۰ به بیانی، نخستین شیء مصنوعی ساخته بشر است که منظومه شمسی را ترک کرده‌است. اما به‌طور قطع، این کاوشگر اولین شیء ساخته بشر است که به قصد خارج شدن از منظومه خورشیدی ساخته شده‌است. با این حال این کاوشگر هنوز موفق به گذر از ناحیه هلیوپاز یا ابرهای اورت نشده‌است.
مأموریت پایونیر ۱۰، مطالعه میدان مغناطیسی سیاره ای و بین سیاره‌ای، بادهای خورشیدی، پرتوهای کیهانی، مرحله گذر از هلیوسفر، فراوانی هیدروژن خالص، توزیع، اندازه، جرم، جریان و سرعت ذرات غبار معلق، جو مشتری و برخی از قمرهای آن - به خصوص آیو -، و همچنین تصویربرداری از مشتری و ماه‌های آن بود.

## ساخت

طرح پایونیر ۱۰

در سال ۱۹۶۹، پایونیر ۱۰ و کاوشگر همسانش پایونیر ۱۱ طراحی شدند تا همانطور که نامگذاری شده بودند، نخستین کاوشگرهایی باشند که از کمربند سیارک‌ها و فضای مشتری اطلاعات جمع‌آوری و ارسال کنند. اینکه آن‌ها چقدر موفق شدند در فناوری و نقشۀ ماموریت‌های بعدی مشخص می‌شد.
پایونیر ۱۰ به عنوان بخشی از مأموریت پایونیر مرکز تحقیقات ناسا طراحی شد. جرم آن نسبتاً سبک بود: این کاوشگر در مجموع تنها ۲۶۰ کیلوگرم جرم داشت، که شامل تجهیزات و سوخت آنکه به ترتیب ۳۰ و ۲۷ کیلوگرم جرم داشتند می‌شد. همانند ویجرها، توان پایونیر ۱۰ توسط ژنراتورهای ترموالکتریک رادیوایزوتوپ (SNAP-19s) که شامل پلوتونیم ۲۳۸ بود می‌شد و توانی در حدود ۱۵۵ وات برای لحظۀ پرتاب و ۱۴۰ وات برای کاوش مشتری فراهم می‌کرد. این ژنراتورها به قدر کافی دور از بدنۀ کاوشگر نصب شده بودند تا تابش‌های آن‌ها موجب اختلال در عملکرد تجهیزات دیگر نصب شده نشوند.
پایونیر ۱۰ در برگیرندۀ لوحی بود که به عنوان پیامی برای هر موجودات فرازمینی بر آن نصب شده بود.
یک نمونۀ مشابه از پایونیر ۱۰، یعنی پایونیر H، هم‌اکنون در موزۀ ملی هوافضای واشینگتن نگهداری می‌شود.

## مأموریت

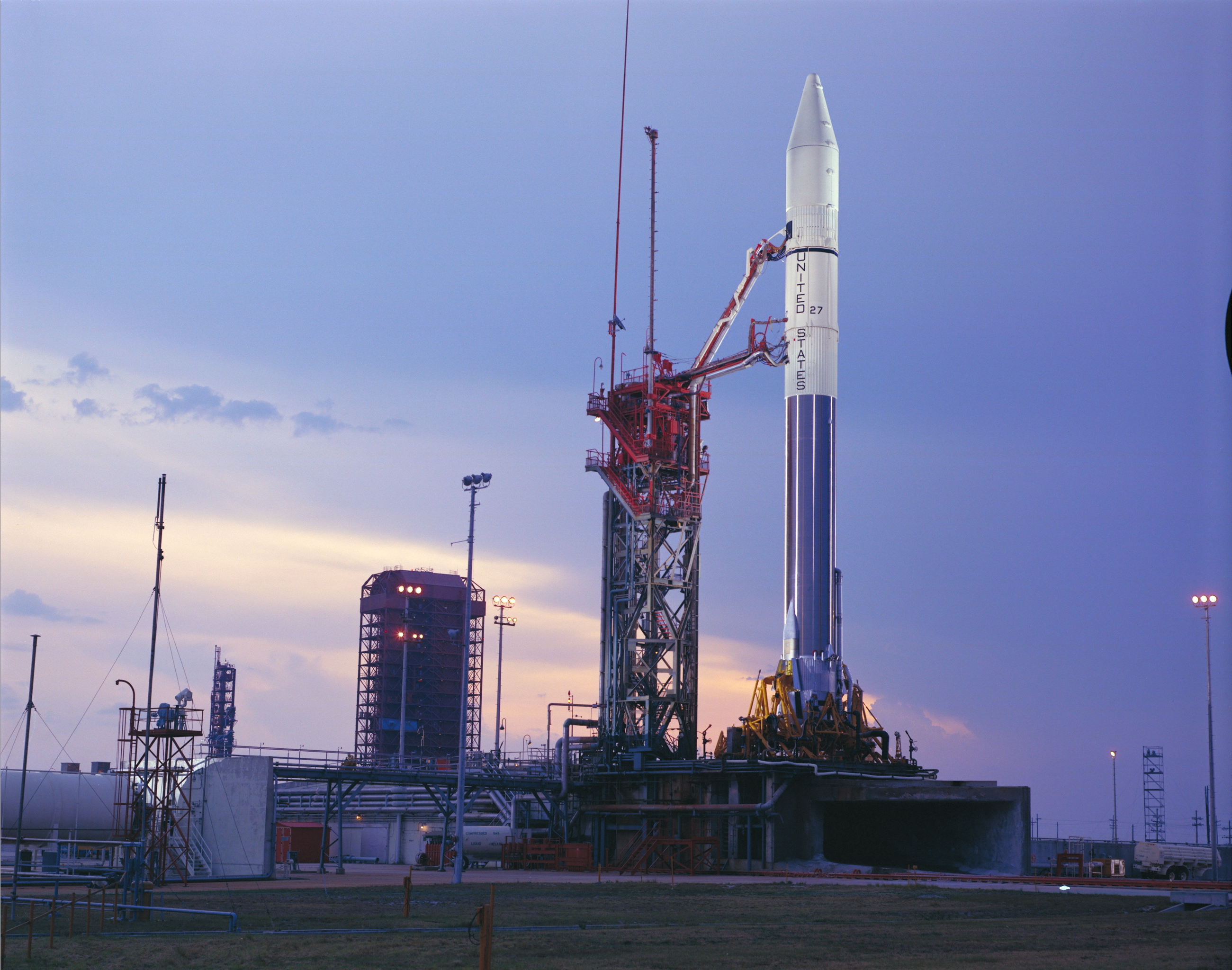
پایونیر۱۰ پیش از پرتاب

پایونیر ۱۰ پس از رسیدن به مشتری در دسامبر ۱۹۷۳، موفق شد نخستین فضاپیمایی باشد که به سیارۀ مشتری دست پیدا می‌کند. این فضاپیما پس از آن تا پایان مأموریتش در ۳۱ مارس ۱۹۹۷، موفق به کاوش‌های علمی ارزش‌مندی از مناطق بیرونی منظومۀ خورشیدی شد.

## زمان‌های مهم در مأموریت پایونیر۱۰

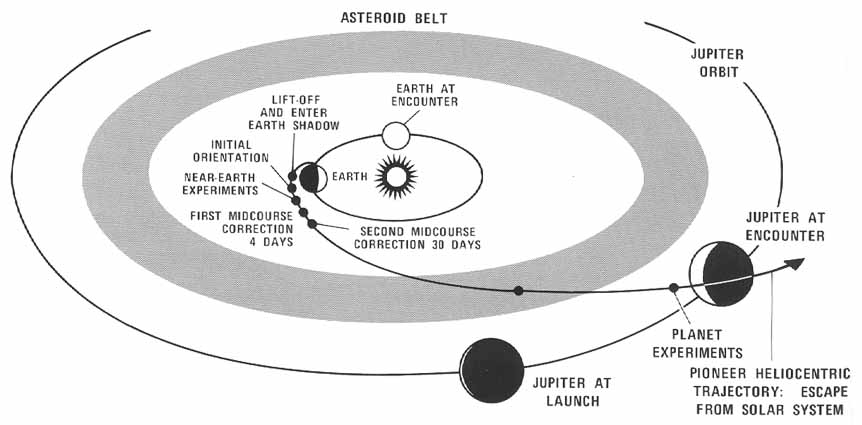
مأموریت پایونیر۱۰

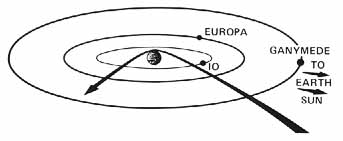
رویارو شدن پایونیر۱۰ با مشتری

تاریخ‌های مهم در مأموریت پایونیر۱۰ عبارت است از:
- ۳ مارس ۱۹۷۲، فضاپیما پرتاب شد.
- ۱۵ ژولای ۱۹۷۲، فضاپیما وارد کمربند سیارک‌ها شد.
- ۳ دسامبر ۱۹۷۳ پایونیر۱۰ نخستین عکس‌های نزدیک از مشتری را ارسال کرد.
- ۱۳ ژوئن ۱۹۸۳، پایونیر۱۰ از مدار نپتون به عنوان دورترین سیاره از خورشید عبور کرد (اگرچه در آن زمان پلوتون هم به عنوان سیاره شناخته شده بود، اما به دلیل بیشتر بودن خروج از مرکز مدار پلوتون نسبت به نپتون، فاصلۀ آن از نپتون نسبت به خورشید کمتر است).
- ۳۱ مارس ۱۹۹۷، پایان عملیات.
- ۱۷ فوریۀ ۱۹۹۸، ویجر ۱ با ۶۹٫۴۱۹ واحد نجومی فاصله از خورشید، تبدیل به دورترین شیء ساخته دست بشر، نسبت به خورشید شد، و جای پایونیر۱۰ را در این مورد گرفت. ویجر ۱ ۱ واحد نجومی در سال بیشتر از پایونیر۱۰ سریع‌تر نسبت به خورشید است.
- ۲ مارس ۲۰۰۲، برقراری ارتباط موفق با کاوشگر. ۳۹ دقیقه اطلاعات واضح از فاصلۀ ۷۹٫۸۳ واحد نجومی دریافت شد.
- ۲۷ آوریل ۲۰۰۲، برقراری آخرین ارتباط واضح با کاوشگر. ۳۳ دقیقه اطلاعات واضح از فاصله ۷۹٫۸۳ واحد نجومی دریافت شد.
- ۲۳ ژانویه ۲۰۰۳، آخرین سیگنال بسیار ضعیف از پایونیر۱۰ دریافت شد. سیگنال‌های بعدی برای دریافت شدن به اندازه کافی قوی نبودند.
- ۷ فوریه ۲۰۰۳، تلاش ناموفق برای تماس با کاوشگر.
- ۳۰ دسامبر ۲۰۰۵، پایونیر۱۰، ۸۹٫۷ واحد نجومی از خورشید فاصله گرفته بود و با سرعت ۲۸٬۰۰۰ مایل در ساعت، معادل ۱۲٫۵۱ کیلومتر در ثانیه که برابر با ۰٫۰۰۰۰۴۱ سرعت نور بود، در حال فاصله گرفتن از خورشید بود.
- ۴ مارس ۲۰۰۶، آخرین تلاش برای تماس. هیچ پاسخی از سوی پایونیر۱۰ دریافت نشد.
- پیش‌بینی شده‌است که پایونیر۱۰ حدود ۱۰ هزار سال پس از امروز، با ۳٫۸ سال نوری فاصله از ستارۀ بارنارد عبور می‌کند.[۶]

## نگارخانه

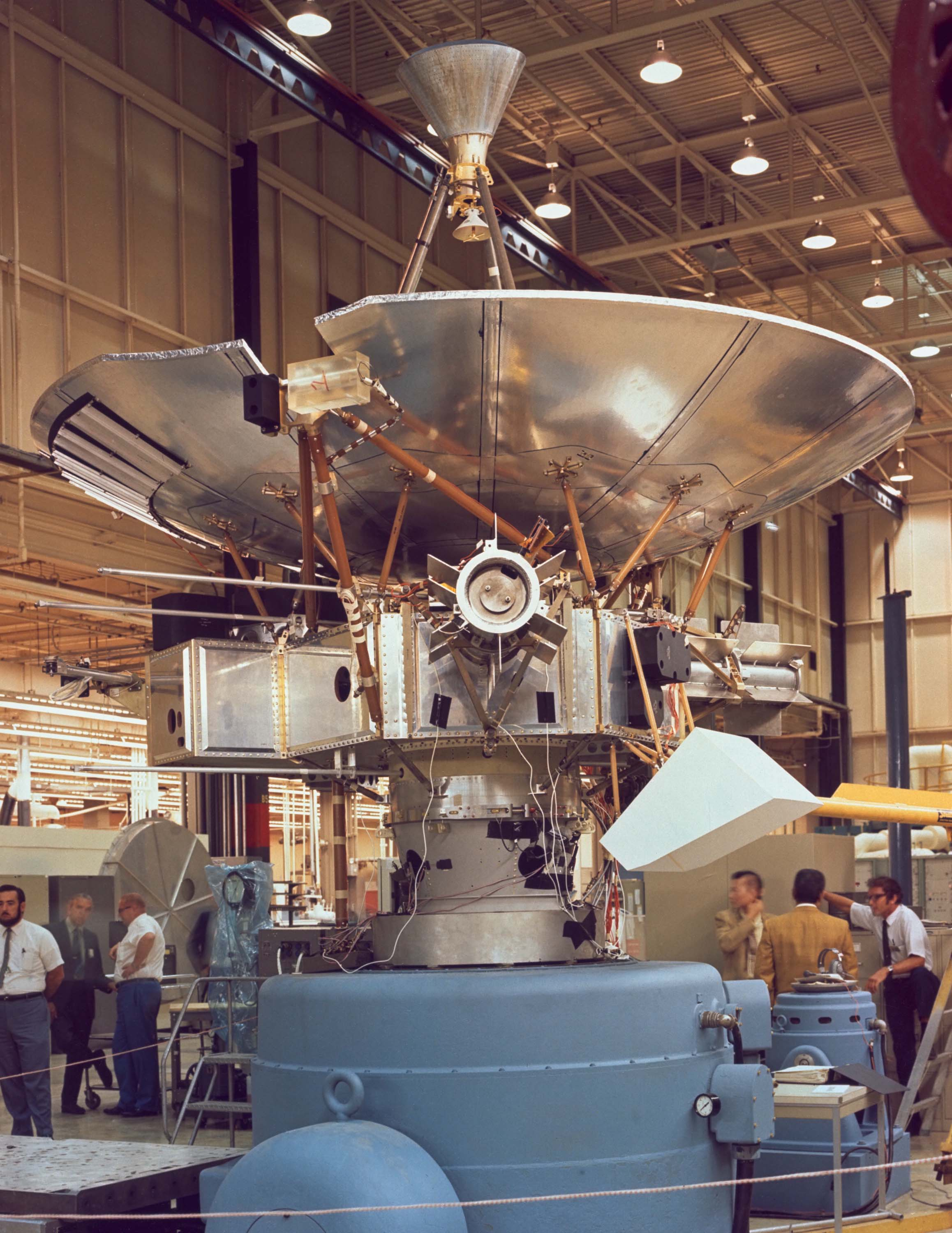
پایونیر۱۰ در مراحل پایانی ساخت
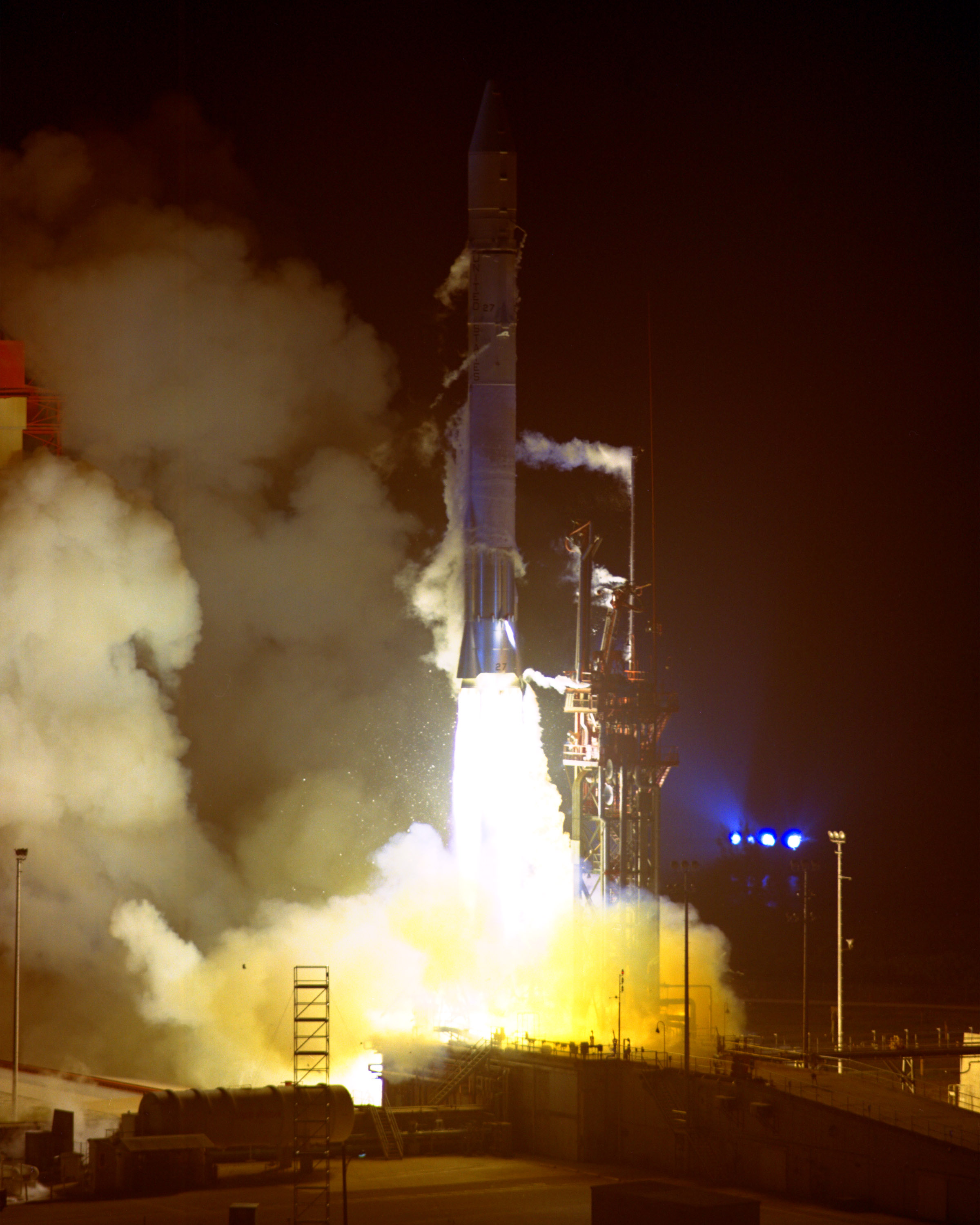
پرتاب پایونیر۱۰
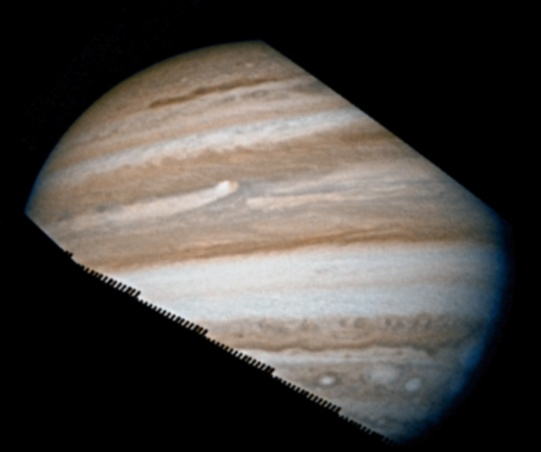
مشتری از دید پایونیر۱۰
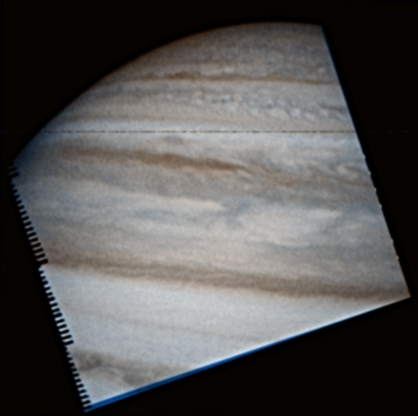
تصویری نزدیک از مشتری توسط پایونیر۱۰
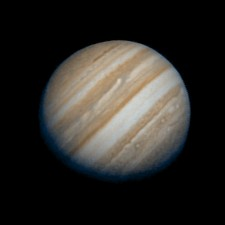
مشتری از دید پایونیر۱۰
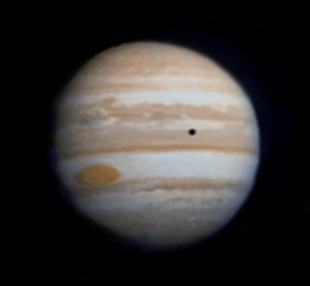
مشتری از دید پایونیر۱۰
لوحی که همراه پایونیر قرار دارد.